# Cabdill pitbrú
El cabdill pitbrú (Hemitriccus obsoletus) és un ocell de la família dels tirànids (Tyrannidae).

## Hàbitat i distribució
Habita boscos i bambú a les terres altes del sud-est del Brasil.